# Tim Hecker
Tim Hecker (28 de setembro de 1997) é um canoísta alemão, medalhista olímpico.

## Carreira
Hecker conquistou a medalha de bronze nos Jogos Olímpicos de Verão de 2020 em Tóquio na prova de C-2 1000 m masculino, ao lado de Sebastian Brendel com o tempo de 3:25.615 minutos.